# 鄭伊廷
鄭伊廷（1983年－），女性，台灣人，曾於2018年4月13日在臉書直播宣佈參選台北市長，但同年8月31日即宣布退選。。
2017年成立區塊鏈貨幣場外交易所OTCBTC。並曾任ico平台ico.info的CTO，及與中國比特幣名人李笑來共同創辦--Rails全栈營工程师培训班。曾於2012與前端工程師Zhusee組成隊伍 Paperclip.io，參加2012年Facebook Developers World HACK台北分站比賽，獲首獎，並於之後與布宜諾斯艾利斯分站首獎隊伍Chained Story及俄羅斯分站首獎隊伍BoostMate並列被選為優勝，得到至Facebook 總部一遊之獎勵。。

## 生平
郑伊廷，出生于台湾台中，处女座，别名xdite。2006年毕业于中國文化大学應用数学系，上学期间自学程式設計，留任学校计算机中心管理工作。2008年设计并搭建veryxd网站。
2009年发现马英九的《治国周记》是提前录制，被网友戏称“破解治国周记的网友”。同年8月，莫拉克台风期间，與幾位網友合作搭建名為「莫拉克颱風災情支援網」的留言板，提供網友發布訊息；同年发现诸多网站漏洞，包括中华电信Xuite、HEMiDEMi、乐多及Meeya，xdite的笔名也是因为Xuite而来。
2010年，先后在T客邦和宏达电脑担任资深技术经理。2012年，與前端工程師Zhusee組成隊伍 Paperclip.io，參加2012年Facebook Developers World HACK台北分站比賽，獲首獎，並於之後與布宜諾斯艾利斯分站首獎隊伍Chained Story及俄羅斯分站首獎隊伍BoostMate並列被選為優勝，得到至Facebook 總部一遊之獎勵之後创办专门承接网站设计与优化服务的RocoDev。
2014年，Rocodev被硅谷一家Spoon Rocket收购，遂赴美工作，同期接触Growth hack方法论。2015年，举办 Growth Hack及Ruby on Rails线上课程。
2016年6月，於中國網路名人李笑來微博留言後，被李笑來邀請在北京開設全栈营教人寫程式。但其後遭人質疑學費過高，及以速成捷徑方式學習程式之學員，能力是否足夠從事真正可以解決問題的程序工作？於網路遭網友戲稱為「量产型炮灰工程师」，線上班開辦兩期後中止。

2017年7月，協助李笑來搭建ICOINFO網站，後續並創立OTCBTC區塊鏈貨幣場外交易所。8月30日，ICOINFO因傳聞中國官方以中國人民銀行為首等七部門即將監管日益嚴重的ICO亂象，於8月30日突然宣佈，在監管政策出台之前暫停一切業務。
9月4日，ICOINFO因中國人民銀行等七部委(央行、中央網信辦、工信部、工商總局、銀監會、證監會、保監會)於2017年九月初發布《關於防範代幣發行融資風險的公告》，內容指出「發行代幣形式包括首次代幣發行（ICO）進行融資的活動大量湧現，投機炒作盛行，涉嫌從事非法金融活動，嚴重擾亂了經濟金融秩序」，定義其為「非法金融活動」，正式暫停中國境內一切交易。。
12月27日，李笑來於微博發布文章宣稱「鄭伊廷XDite 是個完全沒有信用的人」，引發網路人稱李笑來與鄭伊廷撕逼事件。
。關於OTCBTC，與合夥創辦人之一的中國比特幣名人李笑來具有法律糾紛，尚待釐清。李笑來於2017年12月27日於微博發表「郑伊廷 XDite 是个完全没有信用的人」，並於之後公布其與鄭伊廷之對話錄音中，表示其應佔比40%之股權受到鄭伊廷侵占；鄭伊廷則於隔年，2018年1月8日發文指稱李笑来公布之錄音內容有高度涉嫌伪造。雙方爭端目前處於各說各話階段，仍待正式法律訴訟才能釐清。
2018年4月13日，宣布参选台北市长。遭網友質疑參選目的不單純，真正目的是為其開設的交易所做廣告宣傳。面對質疑，鄭伊廷於4月15日表示提存135顆以太幣作為參選保證金，當時市價換算約新台幣200萬元，表示參選市長絕對不會只是虛晃一招。
更在4月23日Hit Fm台北之音「蔻蔻早餐」節目接受主持人周玉蔻專訪表示「一定會參選到底」。
8月31日，宣布退選台北市長，並表示希望能將兩百萬元參選保證金轉為贊助支持金融科技的年輕台北議員候選人。然而，網友發現其官方競選網站自4月23日起即未更新，並且自宣布參選後，宣傳影片幾乎都在中國地區做區塊鏈宣傳，且並無完整市政規劃，影片字體更竟使用簡體中文。種種舉動比較像是以參選台北市長之名，為其個人於中國之區塊鏈貨幣事業做宣傳。當初宣稱將捐出來轉為贊助的兩百萬參選保證金，都沒有再有消息，也沒有任何新聞或任何參選的候選人表示得到其贊助。對比先前聲稱一定會參選到底，及之後就算不選也要捐出保證金作為贊助之言論，遭廣大網友質疑其個人誠信。
12月22日，於PTT知名八卦版上，網友發起質疑「請問鄭伊廷XDite捐了說要捐的200萬了嗎??」之討論串，經討論串中網友質疑發現，Xdite鄭伊廷於宣布參選台北市長過程中，向媒體宣稱存入用來當作保證金，且「轉移紀錄，在區塊鏈上都可以看到」，保證絕對不會是虛晃一招，市值約新台幣200萬元的135顆乙太幣，已於大約2018年9月初時，移轉其中的134.99單位至另一個乙太錢包位址，並再轉出至一名為Binance_1之帳戶，轉移期間沒有任何對外解釋。網友接連推文幫高調，追討其承諾的200萬元，不到五日已突破99推文。另外就在發生此爭議的同時，於12月25日有不明網友修訂其維基百科條目，將相關承諾捐款的內容部分刪除。2019年，1月1日，再度被來自「香港IP」的不明使用者，大量刪除維基百科中的條目內容。
2019年7月9日，中國網友發表《郑伊廷XDite跑路提醒》文章，內文指出鄭伊廷已於日前退出交易所OTCBTC所有的微信群組，該交易所的大戶都已經與鄭伊廷失聯，並呼籲台灣與中國大陸網友啟動維權計劃。